# 看通集團
看通集團有限公司，簡稱看通集團（英語：KANTONE HOLDINGS LIMITED，港交所：1059、OTCBB：KTHGF
），於1986年由簡文樂（著名藝人陳百祥姻親）創立，曾經經營傳呼機業務，後來已開始式微，現時經營資信科技通信解決方案、一站式電子投注方案、提供軟件及科技基建的項目。
在1997年，由母公司冠軍科技在香港交易所主板介紹形式上市，旗下企業包括深圳市恒朋科技开发有限公司、英國無敵通電子股份有限公司（Multitone Electronics plc）等。總部位於香港柴灣寧富街3號看通中心3樓。

## 連結
- 看通集團有限公司